# Boloceroididae
Boloceroididae is een familie uit de orde van de zeeanemonen (Actiniaria). De familie is voor het eerst wetenschappelijk beschreven door Carlgren in 1924. De familie omvat 3 geslachten en 11 soorten.

## Geslachten
- Boloceractis Panikkar, 1937
- Boloceroides Carlgren, 1899
- Bunodeopsis Andres, 1881